# Metalimnophila penicillata
Metalimnophila penicillata là một loài ruồi trong họ Limoniidae. Chúng phân bố ở miền Australasia.